# Курасовщина (парк)
Парк «Курасовщина» или Курасовщинский парк — зелёный массив, расположенный в Минске, в микрорайоне Курасовщина, в границе улиц Казинца, Корженевского и Брестской. В парке находится Лощицкое водохранилище.

## История
Парк был заложен в 1985 году с использованием зелёного массива Лошицкого водохранилища. Само водохранилище было создано в 1970-х годах путём перекрытия речки Лошица в двух местах. При сооружении парка была создана набережная, дорожки, освещение, электроподстанция, общественный туалет. В парке планировалось строительство дворца культуры НПО «Интеграл», которое так и не было начато. К началу 1990-х парк пришёл в запустение. В 2000-х годах началась реконструкция парка, было очищено водохранилище, построены велодорожки, а также спортивный объект «Солнечная долина» с использованием искусственной возвышенности, образовавшейся ещё в ходе строительства водохранилища, в качестве склона для горнолыжных видов спорта. Построены подъёмники и установки для искусственного оснеживания склонов, а также ресторан и кемпинг. К прошедшему в 2014 году чемпионату мира по хоккею на льду на территории парка был построен отель «Холт Тайм».

## Достопримечательности
В парке расположена усадьба XIX столетия, известная как «Белая дача». 
В парке находится место для первого поцелуя, считающееся счастливым у минчан; девушки любой ценой хотят, чтобы их возлюбленный поцеловал впервые их именно здесь, ведь, по поверью, кто здесь впервые поцелуется — обязательно поженится.